# 新疆农垦科学院
新疆农垦科学院是中华人民共和国的一所农业科学研究机构，位于新疆维吾尔自治区石河子市，直属于新疆生产建设兵团。

## 历史沿革
1959年，新疆生产建设兵团农林牧科学研究所。1960年，新疆生产建设兵团农业机械化研究所。1969年两所解散。1973年，恢复新疆生产建设兵团农业科学研究所。1979年3月改建为新疆农垦科学研究院。1983年改为现名。